# Mórahalomi kistérség
A Mórahalomi kistérség kistérség volt Csongrád megyében, központja Mórahalom.

## Települései
| Ásotthalom   | Bordány | Forráskút | Mórahalom  | Öttömös |
| Pusztamérges | Ruzsa   | Üllés     | Zákányszék |         |